# フーカット空港
フーカット空港（フーカットくうこう、越: Sân bay Phù Cát、英: Phu Cat Airport）は、ベトナム社会主義共和国ビンディン省フーカット県にある空港。IATAコードは「UIH」。

## 概要

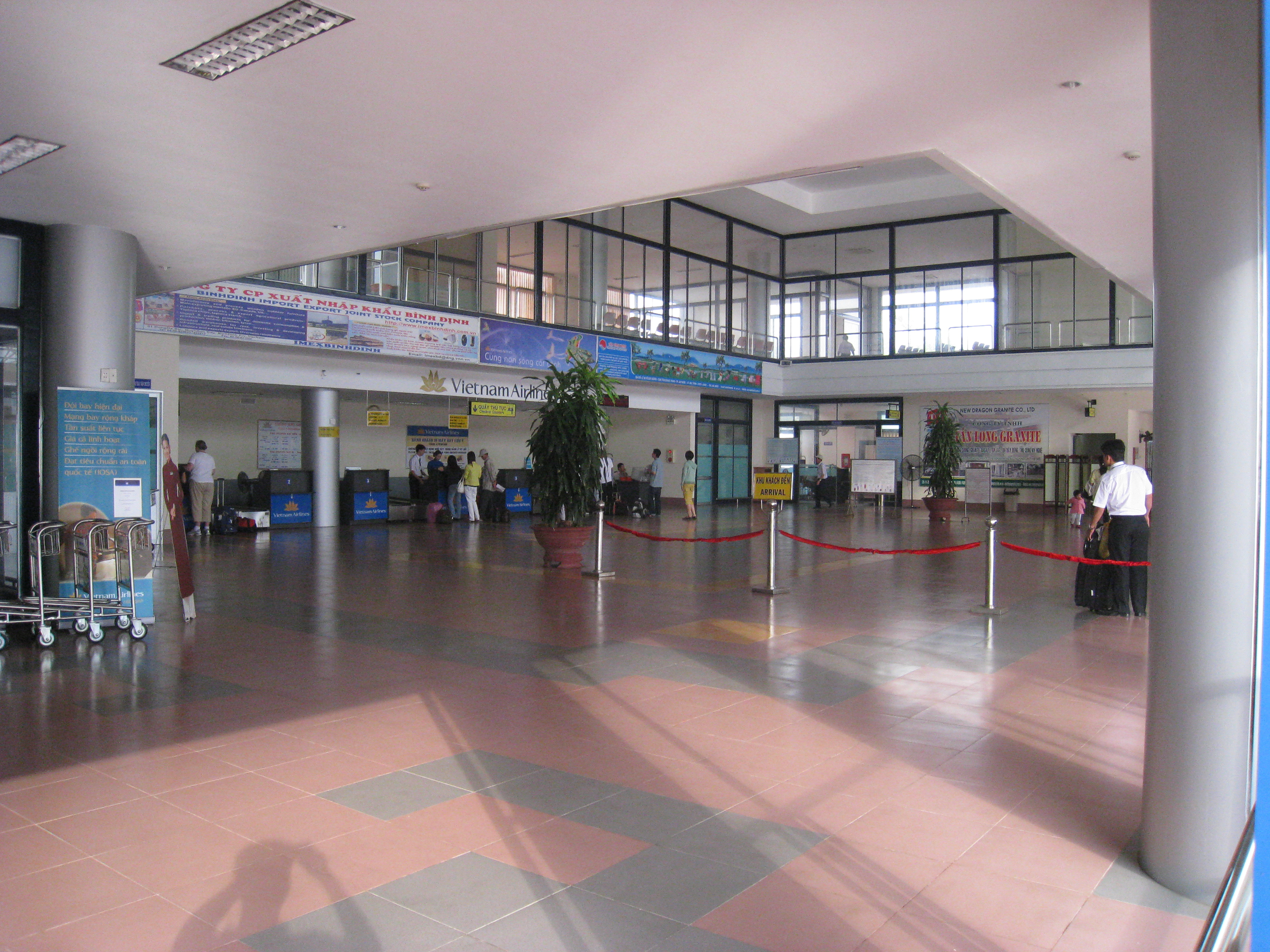
空港ターミナル内部（2009年）

ベトナム南部の空港のいくつかは、ベトナム戦争時代にアメリカにより建設されたものがあり、この空港もその一つである。そのため滑走路は地方空港でありながらも3,000m以上ある。特徴的な円形の外観を持つ新ターミナルが2016年に造設、使用開始され、年間150万人の乗客に対応できるようになった。

## 歴史
- 2013年11月、ベトジェットエアが新たに就航[1]。
- 2014年の利用者が約43万人と2013年比で50%近い伸びを記録[1]。
- 2015年、2月1日からLCCのジェットスター・パシフィック航空（現・パシフィック航空）がホーチミン線を毎日就航開始[1]。
- 2016年、新ターミナル完成[1]。

## 就航航空会社と就航都市
| 航空会社               | 就航地                                                               |
| ---------------------- | -------------------------------------------------------------------- |
| ベトナム航空           | ノイバイ国際空港（ハノイ）、タンソンニャット国際空港（ホーチミン市） |
| バンブー・エアウェイズ | ノイバイ国際空港（ハノイ）、タンソンニャット国際空港（ホーチミン市） |
| ベトジェットエア       | ノイバイ国際空港（ハノイ）、タンソンニャット国際空港（ホーチミン市） |

### 運休・廃止路線
| 航空会社               | 就航地             |
| ---------------------- | ------------------ |
| バンブー・エアウェイズ | タインホア         |
| パシフィック航空       | ホーチミン         |
| ベトラベル航空         | ハノイ、ホーチミン |